# Limbaži (novads)
Limbaži (łot.: Limbažu novads) – jeden z łotewskich novadsów, funkcjonujący od 2021.
W skład novadsu wchodzą: 
- miasta: Ainaži, Aloja, Limbaži, Salacgrīva, Staicele
- pagastsy: Ainaži, Aloja, Braslava, Brīvzemnieki, Katvari, Liepupe, Limbaži, Pāle, Salacgrīva, Skulte, Staicele, Umurga, Vidriži, Viļķene

## Historia
Novads powstało podczas reformy administracyjnej w 2021, z połączenia dotychczasowych novadsów: Aloja, Limbaži i Salacgrīva.